# Сишиліченцзи
Сишиліченцзи (кит. 四十里城子镇, пін. Sìshílĭchéngzi Zhèn) — містечко у КНР, Яньці-Хуейський автономний повіт Баянгол-Монгольської автономної префектури.

## Географія
Сишиліченцзи розташовується на захід від озера Баграшкьоль на висоті понад 1000 метрів над рівнем моря, лежить між Яньці і містом Корла.

### Клімат
Містечко знаходиться у зоні, котра характеризується кліматом пустель помірного поясу. Найтепліший місяць — липень із середньою температурою 25.1 °C (77.2 °F). Найхолодніший місяць — січень, із середньою температурою -7.4 °С (18.7 °F).
| Клімат Сишиліченцзи     | Клімат Сишиліченцзи | Клімат Сишиліченцзи | Клімат Сишиліченцзи | Клімат Сишиліченцзи | Клімат Сишиліченцзи | Клімат Сишиліченцзи | Клімат Сишиліченцзи | Клімат Сишиліченцзи | Клімат Сишиліченцзи | Клімат Сишиліченцзи | Клімат Сишиліченцзи | Клімат Сишиліченцзи | Клімат Сишиліченцзи |
| Показник                | Січ.                | Лют.                | Бер.                | Квіт.               | Трав.               | Черв.               | Лип.                | Серп.               | Вер.                | Жовт.               | Лист.               | Груд.               | Рік                 |
| Середня температура, °C | −7,4                | −2,4                | 6,2                 | 14,3                | 20                  | 23,5                | 25,1                | 24,4                | 19,1                | 11,3                | 2,2                 | −5,4                | 10,9                |
| Норма опадів, мм        | 1.7                 | 1.3                 | 2.1                 | 3.8                 | 8.5                 | 13.8                | 14.5                | 10.8                | 7.9                 | 2.7                 | 1.3                 | 1.2                 | 69.6                |
| Днів з опадами          | 3,3                 | 2,3                 | 2,5                 | 2,5                 | 2,9                 | 4,7                 | 6,1                 | 4,6                 | 2,9                 | 1,7                 | 1,9                 | 3,1                 | 38,5                |
| Вологість повітря, %    | 68.7                | 65.2                | 56.4                | 40.5                | 38.6                | 39.6                | 38.5                | 37.3                | 40.6                | 50                  | 62.8                | 69.6                | 50.7                |
| ----------------------- | ------------------- | ------------------- | ------------------- | ------------------- | ------------------- | ------------------- | ------------------- | ------------------- | ------------------- | ------------------- | ------------------- | ------------------- | ------------------- |
| Джерело: Weatherbase    |                     |                     |                     |                     |                     |                     |                     |                     |                     |                     |                     |                     |                     |